# Политика Фиджи
Политическая система Фиджи основана на вестминстерской модели парламентаризма и функционирует в рамках унитарной парламентской республики и представительной демократии. Фиджи является парламентской республикой с многопартийной системой, где Премьер-министр является главой правительства и исполнительной власти, а президент — номинальным главой государства с преимущественно представительскими и церемониальными функциями.
Вся полнота исполнительной власти принадлежит правительству, которое состоит из президента и кабинета. Она ограничена лишь конституцией и законодательной властью парламента. Законодательную власть в Фиджи осуществляет Парламент Фиджи.
Судебная власть независима от законодательной и исполнительной ветвей.

## Конституция Фиджи
Действующая Конституция Фиджи была принята в 2013.

## Исполнительная власть
Главой государства и главнокомандующим вооруженных сил Фиджи является президент Фиджи. Он избирается Парламентом Фиджи на трехлетний срок. Кандидатуру президента Фиджи вносит парламенту Премьер-министр Фиджи или Лидер Оппозиции. Роль президента преимущественно церемониальная и скопирована с британской монархии, вместе с тем президент наделен рядом так называемых резервных полномочий, которыми он может воспользоваться в случае национального кризиса. Это особенно актуально для Фиджи, где парламентское правление прерывалось трижды, однако на практике попытки президента брать на себя такие полномочия в чрезвычайных ситуациях оказывались до сих пор безрезультатными. Так, в 2000, во время гражданского государственного переворота тогдашний президент рату Сэр Камисесе Мара объявил о том, что принимает на себя полноту исполнительной власти, но уже спустя два дня после этого был вынужден уйти в отставку под натиском военных во главе с капитаном ВМС Фрэнком Мбаинимарамой, впоследствии взявшим руководство страной в свои руки.
Реальная исполнительная власть находится в руках кабинета во главе с Премьер-министром Фиджи.

## Законодательная власть
Законодательную власть в Фиджи осуществляет Парламент Фиджи.

## Судебная власть
Судебная власть в Фиджи поделена между Верховным судом, Апелляционным судом, Высоким судом и судом магистратов. Все они независимы от законодательной и исполнительной ветвей власти.
Верховный суд состоит из Главного судьи, являющегося президентом Верховного суда, и судей Верховного суда. Верховный суд Фиджи является высшей апелляционной инстанцией в Фиджи, а также выполняет роль суда конституционной юрисдикции, реализуя исключительное право толковать конституцию и давать кабинету выводы по вопросам ее применения.
Апелляционный суд состоит из судьи, назначаемого президентом Апелляционного суда (им не может быть Главный судья), и апелляционных судей. Апелляционный суд рассматривает апелляции на решения Высокого суда.
Высокий суд, как и Верховный суд, состоит из Главного судьи, одновременно являющегося президентом Верховного суда, а также судей Высокого суда, магистров Высокого суда и главного регистратора Высокого суда. Высокий суд вправе рассматривать любые гражданские и уголовные дела, а также обладает юрисдикцией по любому вопросу, вытекающему из конституции Фиджи или возникающему в связи с ее толкованием. Также Высокий суд рассматривает апелляции на решения суда магистратов и любого другого нижестоящего суда. Высокий суд может осуществлять надзор за любыми гражданскими и уголовными делами, находящимися на рассмотрении в суде магистратов или любом другом нижестоящем суде и вправе издавать определения по данным делам, которым обязан следовать суд магистратов или любой другой нижестоящий суд.
Наконец, суд магистратов состоит из Главного магистрата и магистратов. Он является нижшей судебной инстанцией, его юрисдикция определяется законом.
Главный судья и президент Апелляционного суда назначаются президентом Фиджи по представлению Премьер-министра Фиджи, которое, в свою очередь, вносится после консультации с Генеральным прокурором. Судьи Верховного суда, апелляционные судьи и судьи Высокого суда назначаются президентом Фиджи по представлению Cудебной комиссии после консультаций с Генеральным прокурором. Магистров Высокого суда и магистратов Судебная комиссия назначает самостоятельно.